# Michael Keaton
Michael Keaton (født Michael John Douglas 5. september 1951) er en amerikansk skuespiller, måske bedst kendt for sine tidlige komiske roller i film som Night Shift og Beetlejuice, samt for rollen som Batman i de to film i serien instrueret af Tim Burton.

## Filmografi
- Working Stiffs (tv-serie, 1979)
- Report to Murphy (tv-serie, 1982)
- Night Shift (1982)
- Mr. Mom (1983)
- Johnny Dangerously (1984)
- Gung Ho (1986)
- Touch and Go (1986)
- The Squeeze (1987)
- She's Having a Baby (1988) (cameo)
- Beetlejuice (1988)
- Clean and Sober (1988)
- The Dream Team (1989)
- Batman (1989)
- Pacific Heights (1990)
- One Good Cop (1991)
- Batman Returns (1992)
- Porco Rosso (1992)
- Much Ado About Nothing (1993)
- My Life (1993)
- The Paper (1994)
- Speechless (1994)
- Multiplicity (1996)
- Inventing the Abbotts (1997) (fortæller)
- Jackie Brown (1997)
- Desperate Measures (1998)
- Out of Sight (1998)
- Jack Frost (1998)
- A Shot at Glory (2000)
- Quicksand (2001)
- Live from Baghdad (tv-film, 2002)
- First Daughter (2004)
- White Noise (2005)
- Herbie Fully Loaded (2005)
- Game 6 (2005)
- Biler (2006) (stemme)
- The Last Time (2006)
- The Merry Gentleman (2008)
- Post Grad (2009)
- Birdman (2014)
- Spotlight (2015)
- Spider-Man: Homecoming (2017)
- Dumbo (2019)
- Morbius (2020)